# St. Maria in Jerusalem
Die Kölner Ratskapelle  St. Maria in Jerusalem entstand zwischen den Jahren 1424 und 1426. Ihre wechselvolle Geschichte endete mit ihrer Zerstörung bei Luftangriffen während des Zweiten Weltkrieges.

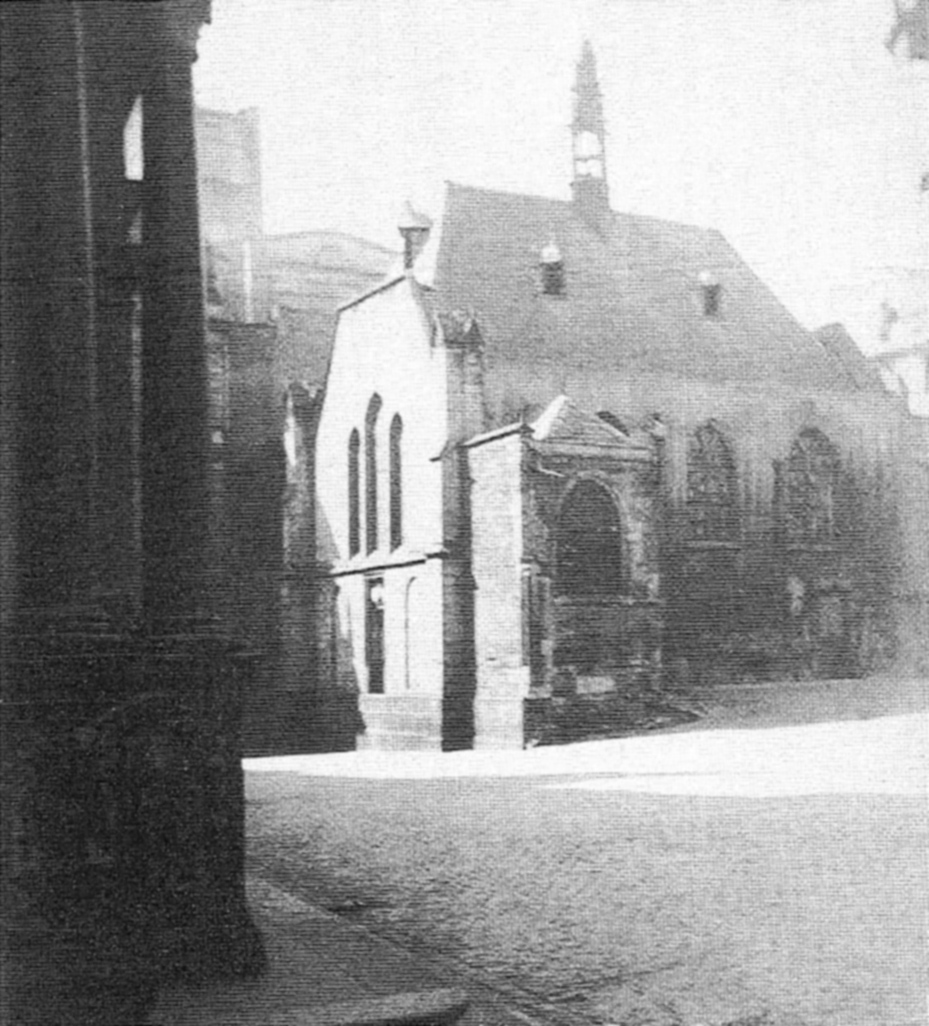
Ratskapelle St. Maria in Jerusalem

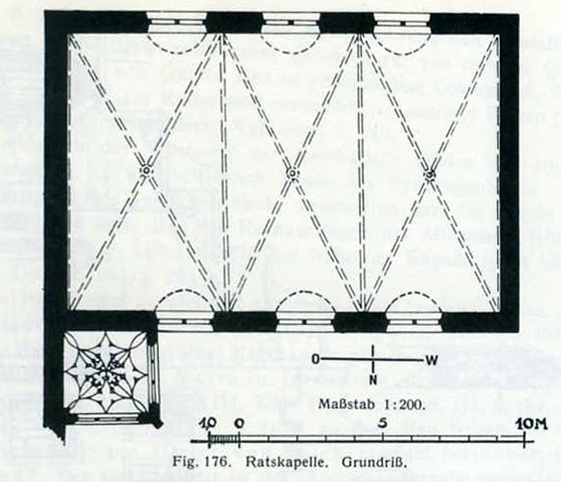
Kapelle und Sakristei, Grundriss

## Geschichte
Der Kölner Rat benutzte, wie für die Jahre 1329 und 1341 belegt ist, für den Gottesdienst der Ratsherren ursprünglich die über der Marktpforte eingerichtete Michaelskapelle. Wohl wegen des beengten Raumes hatte der Rat schon 1393/94 den Bau einer eigenen Kapelle geplant und um eine entsprechende Genehmigung von höchster kirchlicher Stelle nachgesucht. Offenbar nach einem positiven Bescheid forderte man die Kölner Juden im Jahre 1423 auf, dass sie binnen Jahresfrist up ewige tzyden die Stadt zu verlassen hätten.

### Von Koelhoff und anderen Quellen
Die in den Jahrbüchern des 15. Jahrhunderts überlieferten Vorgänge zur Entstehung der Ratskapelle wurden in der Folge unterschiedlich gedeutet. Sprachen die Forschungen durch die Historiker Johann Jakob Peter Fuchs oder Leonard Ennen im 19. Jahrhundert noch von einer Umwandlung des Synagogenbaus, wurde 1928 durch Hans Vogts ein möglicher Neubau der Ratskapelle erwogen, in einer folgenden Abhandlung aber relativiert.
Auch die sich auf die Kölner Schreinsbücher stützende Publikation von Keussen, die Veröffentlichungen von Doppelfeld und die durch Anna-Dorothee von den Brincken in den 1950/60er Jahren, die ebenfalls einen Neubau verwarfen, zogen aus ihren Forschungen die richtigen Schlüsse. Sie wurden nun durch die jüngsten Grabungen vor dem Rathaus durch archäologische Befunde bestätigt.
Überlieferung

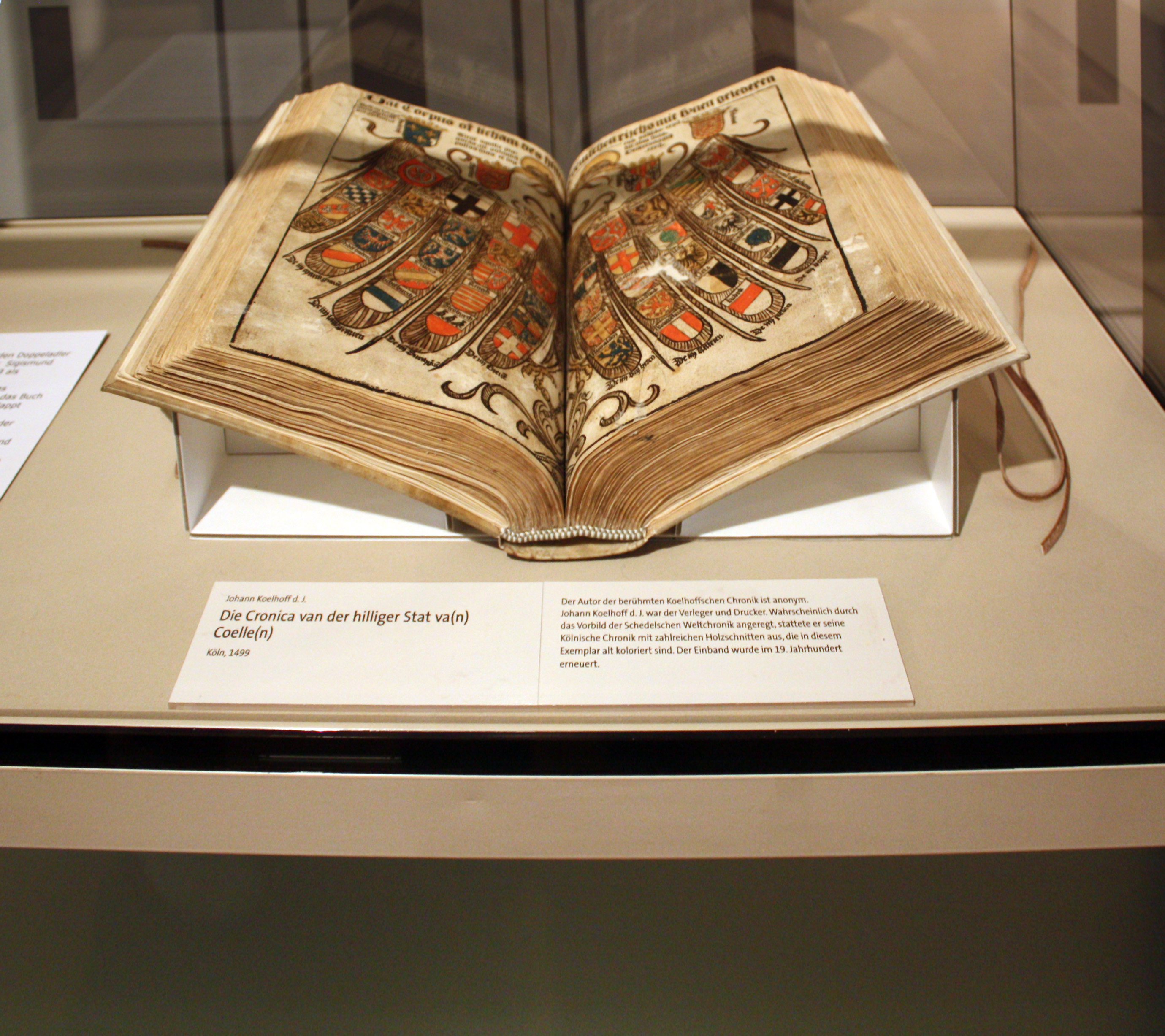
Johann Koelhoff der Jüngere, „Cronica van der hilliger Stat van Coellen“, 1499

Der 1487 als Student in Köln weilende Johann Koelhoff ging in seiner später verfassten Chronik der Stadt auch auf die Entstehung der Ratskapelle ein und schrieb zu den Ereignissen des Jahres 1426 folgende Anmerkungen.
Dat die Joeden schole tzo Coellen gewyet wart in dem selven jair. Im dem Even maende up unser liever vrauwen dach nativitatis do dede der Rait von Coellen die joeden schoille wyen in Ere unser liever vrauwen. Ind wart die Capelle genoemt tzo Jherusalem. Up den vurs dach heilt men mit groisen eren in der selver Capellen homisse ind wart gesongen mit discante. Dese joedenschole hadde gestanden in der joeden hant 414 jair .
(„Die (ehemalige) Kölner Synagoge wurde in diesem Jahr (1426 als Kirche) geweiht. In dem Monat, wenn die Geburt unserer Lieben Frau gefeiert wird, weihte der Rat von Köln die (ehemalige) Synagoge zur Ehren unserer Lieben Frau. Deshalb wurde die Kapelle nach Jerusalem benannt. Zuvor hatte man unter diesem Dach mit großem Gepränge Gottesdienste gefeiert und im Diskant gesungen. Diese Synagoge hatte sich 414 Jahre in jüdischem Besitz befunden.“)

### Realisierung der Ratskapelle
Nach der Vertreibung der jüdischen Bevölkerung aus der Stadt, die im Jahr 1424 abgeschlossen war, wurde die zwischen 1012 und 1040 entstandene und nach Pogromen im 14. Jahrhundert erneuerte, auch als Judenschule bezeichnete Synagoge des Judenviertels zu der dem Rat vorbehaltenen Kapelle St. Maria in Jerusalem umgewandelt und im Jahr 1426 zum Festtag „Mariä Geburt“ geweiht. Abgesehen von den täglichen Andachten, die sich nun bequem von den Ratsherren vor ihrem „Hause“ in der Kapelle verrichten ließen, wurde auch von einer Messfeier berichtet. Es war die erste in der Kapelle abgehaltene Totenmesse, die aus Anlass der Beerdigung des Bürgermeisters Wenemar von dem Birbaume vor unserem Hause in der Kapelle unserer lieben Frau stattfand. Die Kapelle blieb bis zu ihrer Profanierung 1798 das Gotteshaus der Ratsherren.

### Totenfeiern der Ratsangehörigen
Ort der städtischen Repräsentanz war von alters her die Stiftskirche St. Maria im Kapitol. Bei speziellen weltlichen Festlichkeiten, wie Amtseinführungen in das oberste Gremium der Politik, aber auch im Todesfall eines Ratsmitgliedes fanden sich dort alle Repräsentanten der Stadt und der Kirche zusammen.
Die in der Amtszeit der Bürgermeister Johann von Heymbach und Eberhard Hardefust (1423/1424) als Beschluss des Rates angeordnete Ausweisung der Juden hatte auch die Konfiszierung ihrer Grundstücke zur Folge. Der so gewonnene Baugrund
hatte zur Errichtung der Ratskapelle geführt, die nun auch als Veranstaltungsort für besondere Anlässe einbezogen werden sollte und wurde den Quellen zufolge zumindest für einige Zeit auch für diese Zwecke genutzt.
Die 1431 stattfindende Totenmesse eines gleichnamigen Bürgermeisters „von dem Birbaum“ soll ebenfalls in St. Maria in Jerusalem stattgefunden haben. Im gleichen Jahr legte die Stadt in einer Ordnung (ordinacie) die Zeremonien eines Begräbnisses und der darauf folgenden Totenfeierlichkeiten fest.
Als 1471 der seit 1456/57 turnusmäßig amtierende Bürgermeister Johann von Breyden starb, wurde nach der neuen Ordnung verfahren, nach deren Prozedere auch eine hohe Beteiligung geladener Personen zu erwarten war. Da der großen Zahl der Geistlichen und weltlichen Würdenträger die Ratskapelle nicht ausreichend Platz bot, fanden die Hauptfeierlichkeiten in der Kapitolskirche statt.
Der Leichenzug bewegte sich in der Regel vom Hause des prominenten Verstorbenen zu der durch diesen zuvor bestimmten Begräbnisstätte (zumeist innerhalb der städtischen Pfarrkirchen) und dann wegen der großen Anzahl der Geladenen in die für alle Raum bietende Kirche St. Maria im Kapitol, in der dann das Requiem stattfand. Dem Trauerzug der „Herren“ folgten die geistlichen Herren, die das „Libera me Domine“ sangen. Weiter folgten dem Trauerzug in schwarzer Trauerkleidung (die ihnen je nach gesellschaftlichem Stand in Form einer bestimmten Menge Tuches erstattet wurde) neben den geistlichen Würdenträgern die Angehörigen, die Bürgermeister, Rentmeister und Ratsherren. Auch die Vertreter der Zünfte, zu deren oberstem Gebot ihre Teilnahme am „Bejängnis“ ihrer Herren gehörte, waren vertreten, so sie nicht durch eine „Unbill“ (Krankheit) verhindert waren. Nach den Feierlichkeiten zogen die Ratsherren wieder „in unser Herren Kapelle am Rathaus“ wo sie den Rest der zwölf im Leichenzug mitgeführten Fackeln zum Gedenken des Verstorbenen aufstellten.
Wie lange sie diesem bis 1471 belegten Ritus folgten, ist derzeit nicht bekannt.
Stiftungen, Strafgelder und Ablässe zur Baufinanzierung
Die Ratskapelle St. Maria in Jerusalem, die unter dem Namen „Sacellum B. Virginis in Jerusalem ante curiam“ eingeweiht worden war, unterlag anfänglich nur wenigen baulichen Veränderungen.
Zu den späteren äußerlichen Veränderungen gehörte vor allem der Aufsatz eines mit dem Kreuz als christlichem Symbol versehenen Dachreiters. Hinzu kamen lediglich Veränderungen der je drei Fenster an den Längsseiten des Kirchenschiffes. Ihnen gab man ein größeres Maß, um so die innerräumlichen Veränderungen „ins rechte Licht zu rücken“ und bewirkte gleichzeitig, dass einem Ablauf der Liturgie besser zu folgen war.
Zu weiteren Um- und Ausbauten der Kapelle stiftete der Canonicus „Arnold Schillinc“ 100 und „Ulrich vom Boichem“ 20 Goldgulden. 1474 wurde durch die Ratsherren „Constantin von Lyskirchen“ und „Johann Hardenrath“ der Bau einer der Kapelle anliegenden Gerkammer in Auftrag gegeben und finanziert. Um den Wunsch des Rates zu ermöglichen, die Kapelle besser auszustatten, suchte man nach weiteren Finanzierungsmöglichkeiten. Diese fand man in zu erhebenden Strafgeldern, wie sie beispielsweise den Häretikern auferlegt wurden. So wurde ein solches Strafgeld in der Höhe von 1400 Goldgulden eingetrieben und im Jahr 1608 zur Restaurierung der Kapelle verwandt. Gleichem Zweck zugeführt wurden eine Geldstrafe von 200 Goldgulden im Jahr 1612, die für den „Ausputz“ (Verschönerung) der Kapelle im Jahr 1614 bestimmt wurde, indem statt des alten hölzernen Unterschlags eine Empore auf Marmorpfeilern gebaut werden sollte. Die 1616 durch Meister „Jakob Sieglar“ für 300 Reichstaler ausgeführte Arbeit stand unter der Leitung der Ratsherren „Peter Terlaen“ und „Peter Gudenau“. Weitere solcher Einnahmen ermöglichten die Ausrüstung, Erhöhung und Wölbung sowie sonstige Verbesserungen der Kapelle, diesmal unter der Leitung der Ratsherren „Caspar Grefrath“ und „Goddert Dunwaldt“. Nach der Vollendung der Restaurierungsarbeiten veranstaltete man im Jahr 1619 am 8. September eine feierliche Kirchweih.

## Umfeld der Kapelle

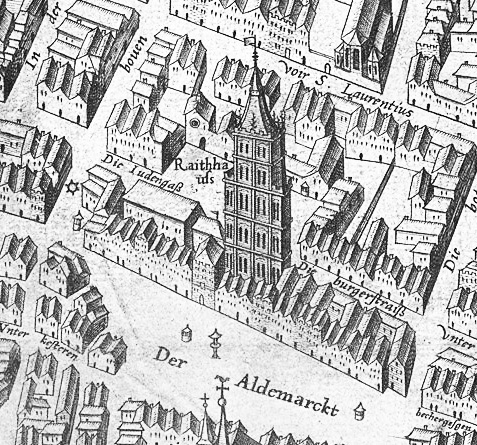
Rathausplatz und Umfeld um 1571

Der in den Quellen kurz als der „Platz“ bezeichnete heutige Rathausplatz wuchs nur langsam zu einer größeren Freifläche heran. Er entstand oberhalb der Judengasse, an der sich das Haus des Rates befand, welches über lange Zeit auch der lange Saal oder die Hofstadt der „Herren“ genannt wurde.
Wandel vom Wohn- zum Verwaltungsviertel
Schon vor der Vertreibung der Juden hatte man durch Ankauf und Niederlegung von Häusern an der Nordostecke Platz geschaffen und auf dem Grundstück des Hauses „Zum Blasebalg“ den Rathausturm (1407/14) errichtet. Die an der Südecke zurückgelegenen Bauten wurden 1426 abgebrochen, wobei die Flucht eines Neubaus (erst 1887 abgebrochen) weiter nach Osten gelegt wurde. Spätestens seit 1426 befanden sich fast alle das „Haus der Bürger“ umgebenden Gebäude bis auf wenige Ausnahmen in städtischem Besitz. Dazu gehörte eine Liegenschaft an der Nordwestecke, die 1542 erworben wurde, und das Gebäude eines alten jüdischen Besitzes, das so genannte „Haus zur Kemenate“, das 1475 in den Besitz des Rates überging. An seiner Stelle entstand zuerst eine Kanzlei und danach ein 1513 von dem Ratsherren der Fischmengerzunft Jakob Beiß errichteter Neubau, der aufgrund seines sicheren Gewölbes zur Aufbewahrung von Schreinsakten, später zur Ausgabe der Ratszeichen, zur Registratur des Bürgermeistergerichts und 1537 den Schöffen diente. Dieses Gebäude am „Platz“ war der Vorgängerbau des am Anfang des 17. Jahrhunderts in mehreren Phasen entstehenden Neubaus, der später (vermutlich nachdem 1623 der Tagungsort der Spanischen Liga von Frankfurt nach Köln verlegt worden war) als „Spanischer Bau“ bezeichnet wurde.
Die Häuser am Platz dienten nun der Verwaltung oder waren zu Dienstwohnungen der Verwaltungsangestellten geworden und ersetzten viele der historische Gebäude bis auf wenige Ausnahmen.
Neubauten und Abrisse
So wurde auch das 1417 am Eck der Judengasse vom Rat erworbene Haus Gülich, das seitdem das Haus des Stadtschreibers geworden war und ab dem 18. Jahrhundert nach einem seiner Nutzer „Aldenbrückshaus“ genannt wurde, 1878 abgebrochen. Niedergelegt wurde 1874 auch das am Südeck der Portalsgasse stehende, 1439 von der Stadt errichtete Schöffenschreinshaus, ein Ziegelsteinbau mit gewölbtem Saal, der später als Eichamt diente. Bei seinem Abbruch wurde hinter einer Wandtäfelung ein Gemälde des heiligen Christophorus freigelegt, dessen Entstehung in das 15. bis 16. Jahrhundert datiert wurde. Ein Eckhaus zum Platz an der Bürgerstraße dem Rathausturm gegenüber wurde als „Oberstleutnanthaus“ bezeichnet. Es war auf dem Grund des 1425 vom Rat erworbenen Hauses „Aiche“, eines dreigeschossigen Baus, entstanden und hatte in der Mitte des 18. Jahrhunderts ein Mansarddach erhalten. Das Oberstleutnanthaus diente zuletzt als Gefängnis und wurde im Volksmund als „alte Violine“ bezeichnet. 1785 wurde es durch die „Stadtwerkleute“ M. Cremer und P. Schmitz durch einen Neubau ersetzt.
Straßen und Tore

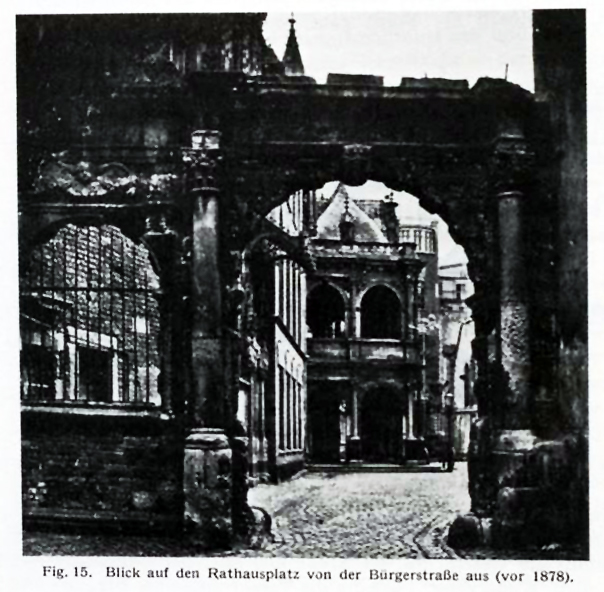
Toreingang zum Rathausplatz von der Bürgerstraße

Seinen späteren geschlossenen Charakter erhielt der Platz nur allmählich. Dieser entstand vor allem durch die aus Sicherheitsgründen errichteten Tore, die die drei zum Platz führenden Straßen verschließen konnten. So hieß es im Ratsprotokoll vom Juli 1611 zum Bau: „diese zierlicher Pforten mit starken Dillen in der Mitten, Stanketten oder Trallien und darüber mit isern Zacken“.
Anfänglich waren nur die „Sternger“ (möglicherweise Fußgängeröffnungen) in den Pforten über Tag geöffnet, man entschied sich aber ab 1512, dass fortan die Pforten halb geöffnet und mit Schildwachen besetzt wurden.
Das Tor an der Bürgerstraße, der frühere nördliche Teil der Judengasse, war ein Rundbogen, der von korinthischen Säulen flankiert wurde und durch ein Eisengitter verschlossen werden konnte.
Die Toröffnungen an der Juden- und Portalsgasse waren ebenfalls rundbogig und entsprachen dem Baustil des Spanischen Baues. Rechnungen des Jahres 1676 belegen, dass der Bildhauer „Melchior von dem Steinen“ für 52 Reichstaler ein Stadtwappen schuf, welches über dem Tor der Judengasse angebracht wurde. Alle drei Tore wurden im folgenden 19. Jahrhundert zwischen 1860 und 1880 aus Verkehrsgründen entfernt.

## Baubeschreibung der Kapelle
Das ursprüngliche Bauwerk war einschiffig und hatte nach Veränderungen ein lichtes Maß von 14,50 × 9,20 Meter. Nach Aufzeichnungen der städtischen Plankammer war die dem Rathaus zugewandte Ostseite etwa seit 1618 als fensterloser Stufengiebel gestaltet, dem sich ein vorspringender dreiseitiger Chorabschluss anfügte. Die Seiten des Kapellenschiffs waren (wahrscheinlich ebenfalls seit 1618) mit zweiteiligen Spitzbogenfenstern ausgestattet. Ebenfalls zu dieser Zeit wurde ein spitzbogiges, hölzernes Tonnengewölbe am Dachstuhl aufgehängt, welches sich durch Holzrippen gliederte.
Im Inneren erhöhte man den Fußboden und entfernte den an der Ostwand befindlichen Bima, der Toraschrein wurde durch eine steinerne gemauerte Mensa ersetzt, die zum späteren Standort des Bildes der Stadtpatrone wurde. Dieser Altar war später von Reliquienschränken flankiert, die zahlreiche Büstenreliquiare enthielten. Die Kapellenwände wiesen in einigen Kartuschen Bemalungen des 18. Jahrhunderts auf, und der Fußboden des kleinen Gotteshauses war anfänglich mit weißem Marmor ausgelegt. Der Zugang zur Kapelle erfolgte von der Straße her über einen an der Nordseite gelegenen rechteckigen Hof (dem Gelände der ehemaligen Frauensynagoge) durch eine Tür, die zeitweilig von einem Blendbogen bekrönt war. In diesem Bogen war wohl ursprünglich ein Tympanon angebracht, das nach dem Anbau der Sakristei im Jahr 1474, nach einem Aktenvermerk im Ausgabenbuch der Mittwochsrentkammer 1502 demontiert wurde. Vermerkt wurden die Kosten, die für eine Restaurierung verbunden mit einer farbigen Ausmalung des Reliefs anfielen.

Westseite des Platzes mit Kapelleneingang, Archiv- und Spanischer Bau
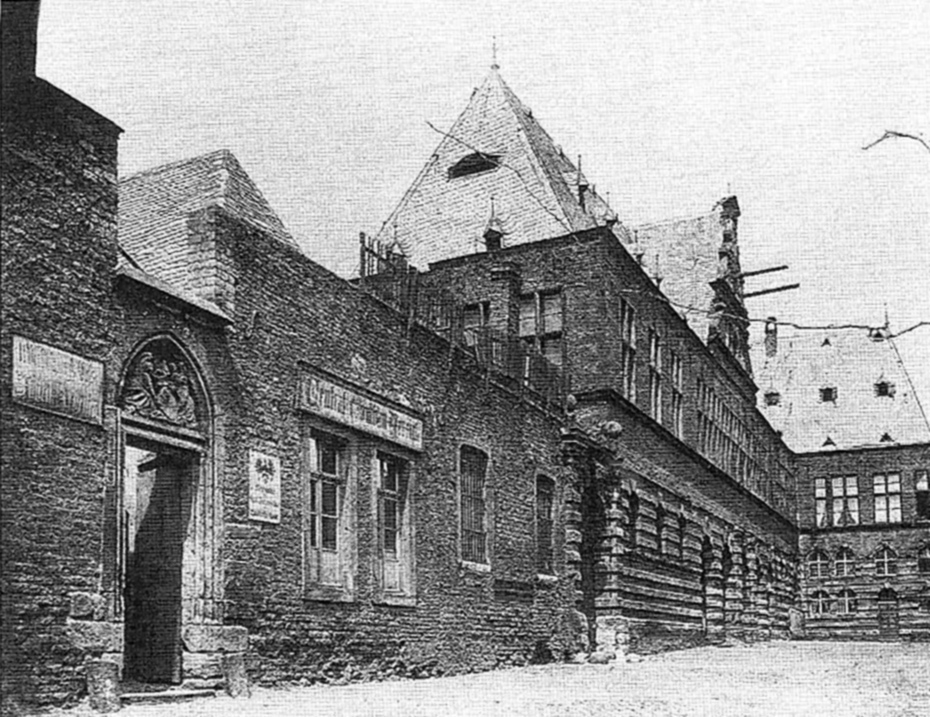
Eingangspforte und anschließende Bauten in Richtung der Bürgerstraße
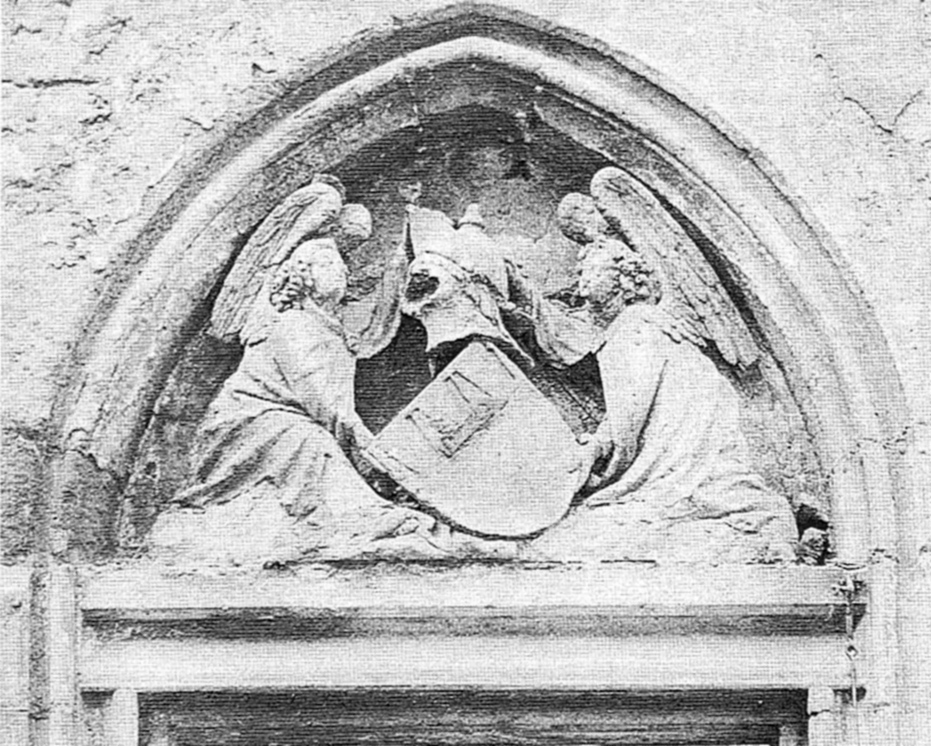
Tympanon von 1867
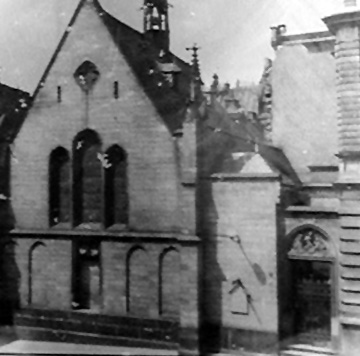
Blick von der Rathauslaube
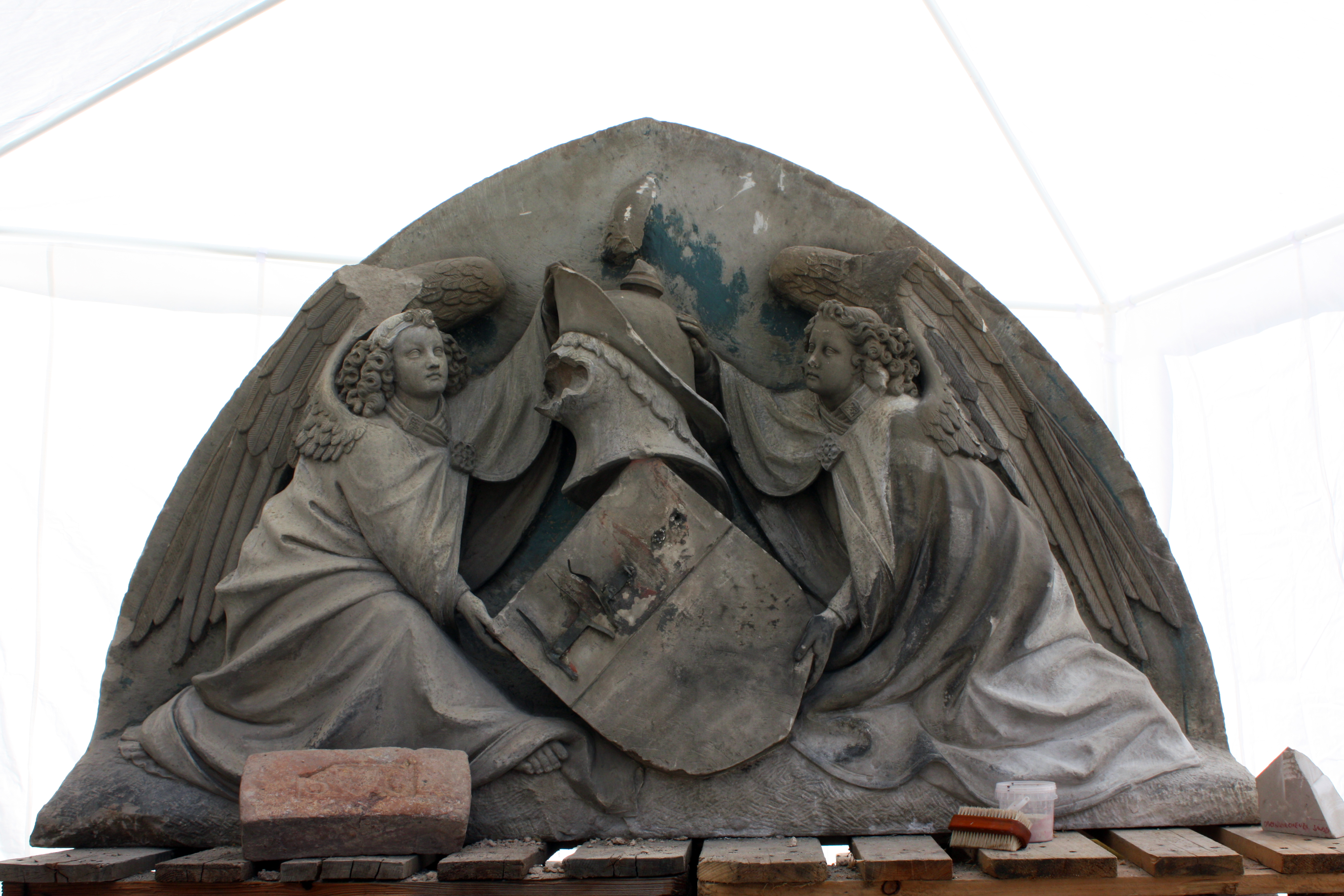
Heutiges Tympanon als Reminiszenz

### Tympanon
Die an der Westseite des noch relativ kleinen Platzes gelegene Kapelle war nach dem Bau der Sakristei durch eine Mauer mit dem angrenzenden „Archivbau“ des 15. Jahrhunderts und dem sich diesem später anschließenden „Spanischen Bau“ des 17. Jahrhunderts verbunden. Nun hatte der vom Platz aus geschaffene Hofzugang als Bekrönung das Tympanon erhalten und ist auf den historischen Aufnahmen neben der Giebel- und Seitenfront der Sakristei gut erkennbar.
Die im 19. Jahrhundert gefertigte erste Kopie des Reliefs ist in Verwahrung beim Stadtkonservator. Das heute zur Schau gestellte Relief wurde wie das Original aus Sandstein gefertigt. Es unterscheidet sich nur geringfügig von der ursprünglichen Darstellung, die zwei das Stadtwappen haltende Engel zeigt. Die einst das Kölner Wappen zierenden in Messing gearbeiteten Kronen sind in der Depotzeit des Tympanons abhandengekommen, und die seitlichen oberen Schwingen der Engel weisen Absplitterungen auf. Von den Originalköpfen der Engel befindet sich einer im Bestand des Stadtkonservators, der zweite im Museum Schnütgen.

### Sakristei
Die Sakristei der Kapelle war ein 1474 begonnener und im gleichen Jahr vollendeter Anbau an ihrer Nordwestseite. Das kleine Bauwerk hatte einen nahezu quadratischen Grundriss und wurde abgesehen von der Platzseite mit dreiteiligen Maßwerkfenstern mit Fischblasenornamentik ausgestattet, wovon eines eine Glasmalerei enthielt, in der die Anbetung der heiligen drei Könige dargestellt wurde. Von dem noch vor dem letzten Weltkrieg erhaltenen Glasgemälde sind die Maße bekannt, sie lassen so einen Rückschluss auf die Größe der Fenster zu. Das Fenster hatte eine Höhe von 2,80 m und wies eine Breite von 1,80 m auf, womit es den Fenstern des nördlichen Domschiffes nahekam. Die Decke der Sakristei erhielt ein Sterngewölbe, und das Dach wurde von einem flachen Pyramidemabschluss bekrönt.

### Glockenturm und Dach
Als kunstgeschichtlich wichtiger überkommener alter Schmuck des äußeren Bauwerks wurde das Glockentürmchen beschrieben. Der wie ein von Steinmetzen gestaltetes Werk wirkende Dachreiter war ein vierseitiger hölzerner, übereck auf dem Dachfirst aufgebrachter, spätgotischer Turm. Der mit Blei verkleidete Turm begann ab der Firsthöhe mit einem geschlossenen Absatz, der allseitig von filigraner Ornamentik eingefasst war. Diesem Dachaufsatz folgte der laternenartige offene Glockenstuhl, dessen vier Eckpfeiler oberhalb der dort in Form von Tierköpfen angebrachten Wasserspeiern in Fialen endeten. Dann begann der sich verjüngende krabbenbesetzte Helm, der mit einem aufgesetzten Kreuz, an dem das Kölner Wappen als Wetterfahne angebracht war, endete.
Die anlässlich des Fassadenumbaus im 19. Jahrhundert gefertigten Skizzen der Dachkonstruktion belegen einen nachträglich erfolgten Aufsatz des Dachreiters, der dem beibehaltenen Gebälk des Synagogendachstuhls aus dem 14. Jahrhundert aufgesetzt worden war.

## Ausstattung

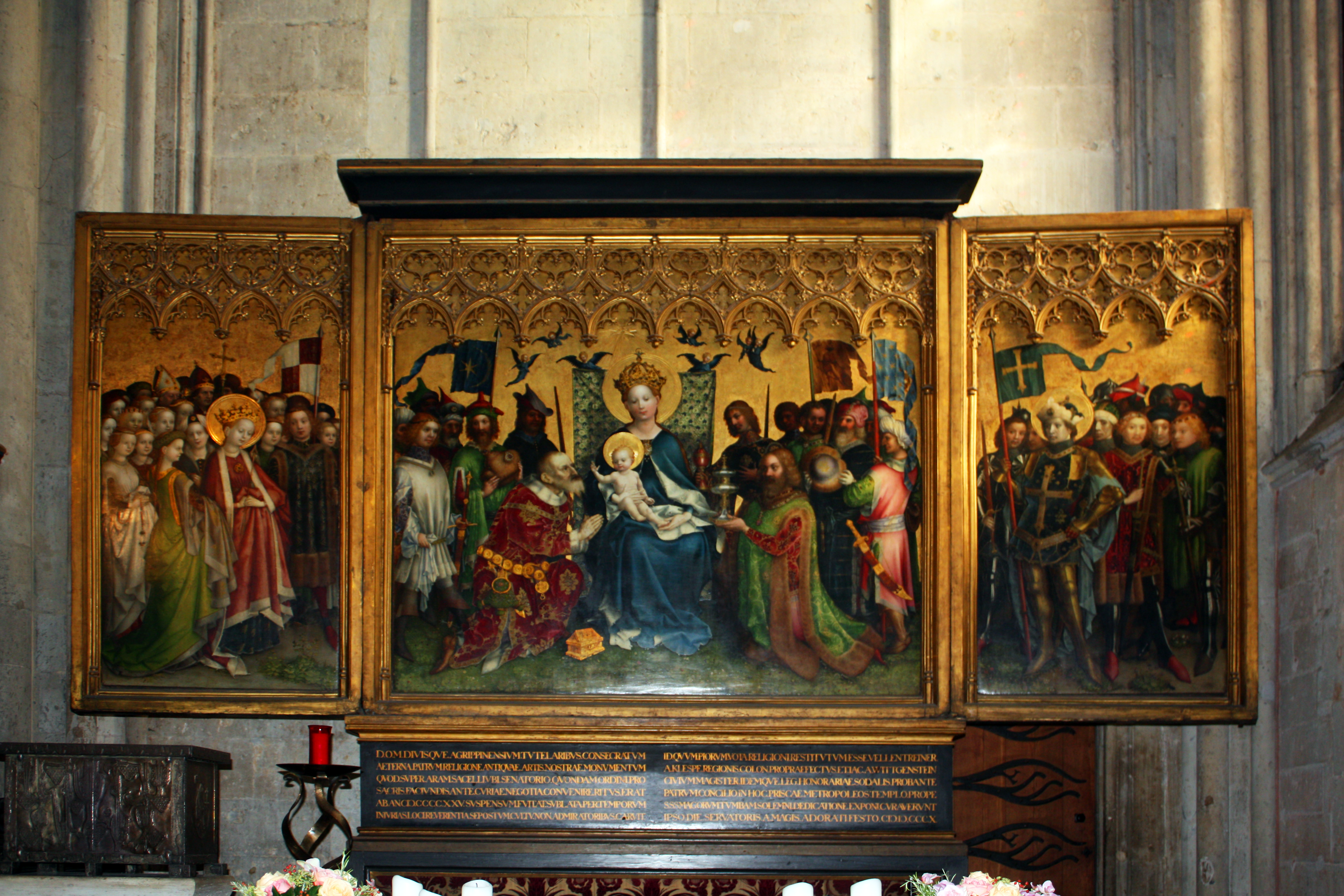
Triptychon Stefan Lochners, heute Marienkapelle des Kölner Doms

Die bis zur Säkularisation vorhandene Ausstattung der Kapelle war durch den Rat über Jahrhunderte sorgfältig ausgesucht und erworben worden. Sie umfasste Stücke von teilweise hohem Kunstwert, von denen jedoch nicht mehr viel erhalten ist.
Gemälde
- Das 1445 für die Ratskapelle geschaffene Werk Stefan Lochners, ein heute Altar der Stadtpatrone genanntes Triptychon, schmückte einst die steinerne Mensa der kleinen Kirche. 1501 wurden für die Seitenflügel kostbare rotweiße Damastvorhänge angeschafft, und 1568 wurde das Äußere durch Arnt Bruyn neu vergoldet. Eine weitere Restaurierung erfolgte durch Maximilian Heinrich Fuchs und den Vergolder Christian Waltzer im Jahr 1809. Das auch als Dreikönigsaltar bezeichnete Werk wurde auf Antrag der Dompfarre aus der säkularisierten Kapelle 1810 in den Kölner Dom überführt.

Gestühl
- Im 16. Jahrhundert wurde die Kapelle durch ein mit zahlreichen Schnitzereien versehenes Gestühl ausgestattet. Eine Chorbank der Kapelle gelangte in die Kirche St. Maria im Kapitol und eine Chorstuhlwange aus Eichenholz mit einer Schnitzerei des Stadtwappens in der Art, wie sie von Anton Woensam bekannt wurden, gelangte nach der Säkularisation in das damalige Rheinische Museum[4] und befindet sich heute im Kölner Zeughaus.[14]

Glocke
- Die Glocke der Ratskapelle wurde von Heinrich Lucas Dinckelmeyer am 25. Juni 1691 in Rechnung gestellt, der für seine Arbeit 65 Reichstaler erhielt. Sie wurde mit einem Relief der Maria immaculata versehen, dessen Inschrift Ave Maria gratia plena Dominus tecum Anno 1691 lautete. Die Glocke mit einem Durchmesser von 48 cm erhielt überdies einen Gießerstempel mit der Inschrift Johann Lucas Dinckelmayer von Niremb goss mich in Cölln AO. 1680.[4]

Orgel
- Eine dem Jahr 1501 entstammende Orgel stand wahrscheinlich schon auf der Marmorempore des 17. Jahrhunderts. Diese wurde wohl um 1745 durch eine neue Orgel ersetzt. Ein Dokument vom 6. Februar 1745 ließ auf einen Auftrag des Rats schließen, da in diesem ein Vertrag mit dem Orgelbaumeister Johann Georg Karnau erwähnt wurde, in dem Einzelheiten zu Registern und Teilen des Aufbaus beschrieben wurden. Das Material der Orgel bestand aus Eichenholz. Ebenholz und Elfenbein fanden Verwendung für die Klaviatur. Über die Maße der Orgel und den Verbleib des Instrumentes ist heute nichts bekannt. Für die wahrscheinlich schon seit längerer Zeit fertiggestellte Orgel wurde laut Ratsprotokoll des Jahres 1751 vermeldet, dass für die vor wenigen Jahren gefertigte Orgel der Kapelle ein Organist eingestellt werden sollte.[8]

Sakrale Geräte
- Zur Ausstattung gehörte eine Vielzahl an sakralen Geräten, so wertvolle Monstranzen, Kelche, Leuchter, Schüsseln und sonstiges Altargerät und Paramente. Im Jahr 1655 stiftete ein Mitglied der Familie de Groote, mehrere tausend Reichstaler zur Ausstattung der Kapelle, 1699 gab ein Bürgermeister der 1690er Jahre, Johann von Imstenrath einsilbern uberguldte monstrans und im selben Jahr 100 Reichstaler zur Anfertigung eines Tabernakels.[8]

Madonnenskulptur
- Madonna aus dem Holz der Scherpenheuveler Eiche. 1. Hälfte 17. Jahrhundert, Eichenholz, Ebenholz, Gold, Edelsteine, Maße und Verbleib unbekannt. Die Madonna erhielt der Rat 1643 als Dank des französischen Königs Ludwig für die freundliche Aufnahme der Königinmutter Maria de’ Medici. Es war eine Holzskulptur aus dem Holz der als wundertätig erachteten Eiche von Scherpenheuvel. Nach der Aufhebung der Kapelle wurde die Madonna an Ludwig Foveaux verkauft, dessen Tochter sie 1844 weiterverkaufte.[8]

## Von der Profanierung zur Zerstörung

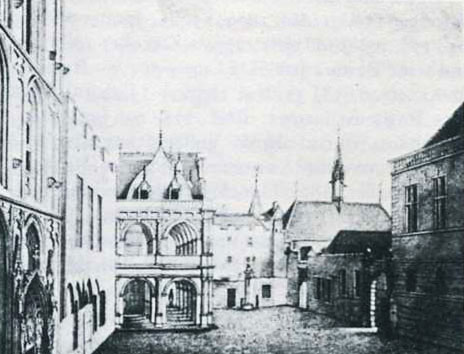
Rathausplatz und Ratskapelle von Norden um 1827

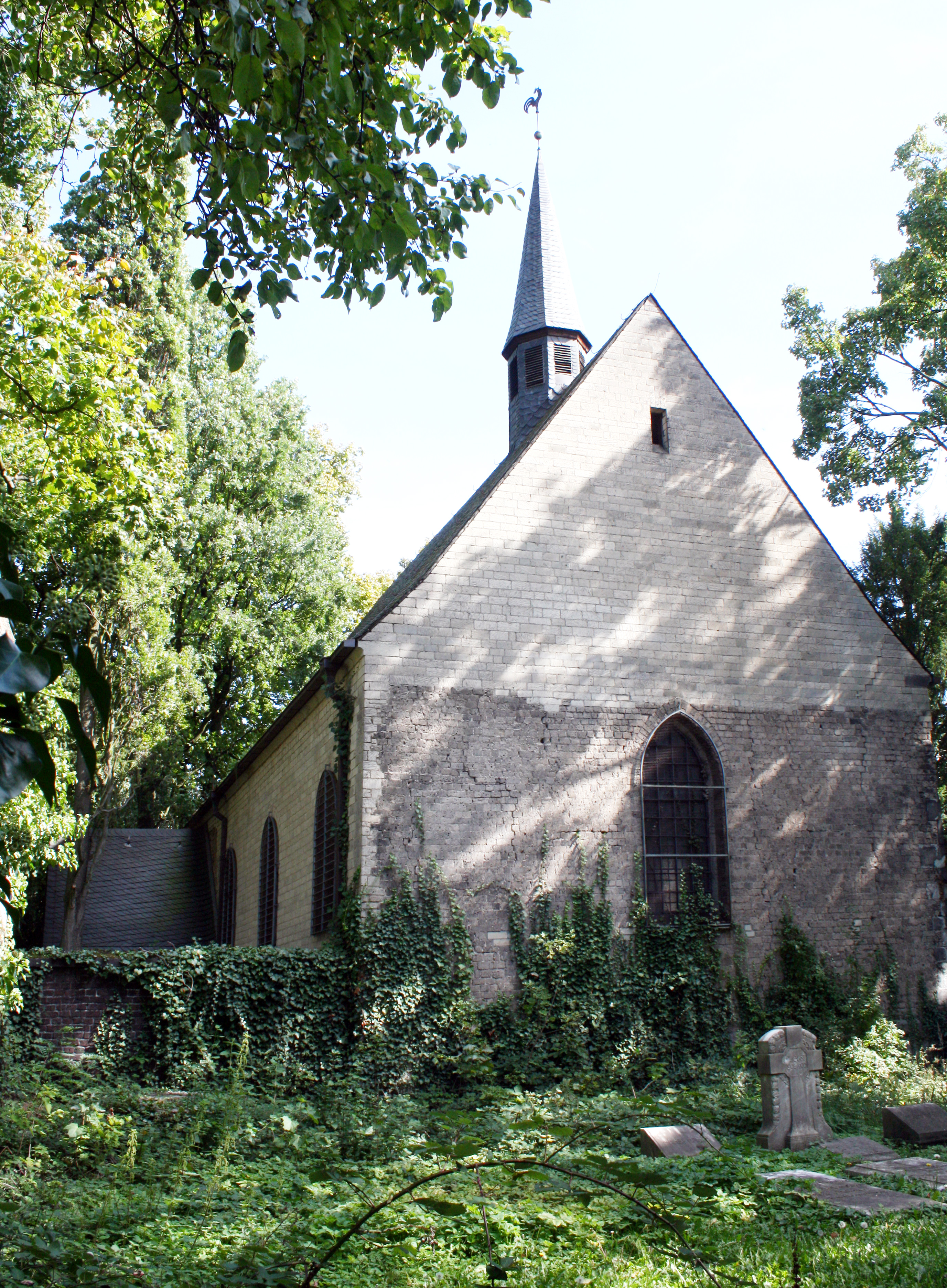
Die Kapelle auf Melaten, quasi ein Zwilling der Ratskapelle, bekam die Glocke

Nach der in der französischen Zeit Kölns erfolgten Profanierung der Kapelle am 15. Juli 1799 (27. Messidor VII) diente der Bau bis 1847 als Magazin und nahm die Wallrafsche Steinsammlung auf, zu der das im Jahr 1844 auf dem Stiftsgelände von St. Cäcilien von Johann-Peter Weyer freigelegte große „Philosophenmosaik“ der Römerzeit hinzukam. 1847 erfolgte eine Restaurierung des Gebäudes und ein Jahr später die der Sakristei.
Während der Nutzung der Kirche (von 1862 bis 1875) als Heim eines Männergesangvereines wurde im Jahr 1863/64 der Ostgiebel nach Plänen von Vincenz Statz, aber auf Verlangen der Regierung in Quadern und nicht, wie von Raschdorff vorgesehen, in Ziegelbauweise erneuert. Die Giebelwand hatte Aufsätze auf den seitlichen Strebepfeilern erhalten, die von den Kölnern spöttisch als Taubenschläge bezeichnet und später wieder entfernt wurden.
Während der Nutzung durch die altkatholische Gemeinde Kölns, zwischen 1877 und 1907, wurde 1877 ein neuer Westgiebel in Ziegelmauerwerk vorgenommen und 1889/90 erhielt nach Plänen des Kölner Architekten und Baumeisters Hermann Weyer der Ostgiebel seine letzte Veränderung. Nach dem Auszug der Altkatholiken wurde die Kirche vorerst wieder städtisches Magazin. Aufgrund einer Planung, die Kapelle als Kommissionssitzungssaal einzurichten, erfolgte im Jahr 1910 eine Sanierung des Innenraumes. Die vorgesehene Nutzung wurde jedoch aus Gründen der Akustik aufgegeben.
Auf Betreiben Konrad Adenauers wurde der anglikanischen St.-Georgs-Gemeinde von 1931 bis  zum Kriegseintritt der Engländer die auf Kosten der Stadt renovierte Kapelle zur Nutzung überlassen. Die Ratskapelle wurde während des letzten Weltkriegs bis auf einige zu bergende Reste zerstört.
Zu diesen Überbleibseln der Kapelle zählte ihre Glocke, die später in den Glockenturm der Kapelle auf Melaten verbracht wurde. Die dortige Kapelle – ebenfalls eine Marienkirche – könnte in ihrer Baugestaltung mit dem östlichen Choranbau, der seitlichen Fensteranordnung, ihrem Dachreiter sowie ihren in etwa gleichen Maßen ein Zwilling von St. Maria in Jerusalem sein.